# Dimeatus attenuatus
Dimeatus attenuatus is een zakpijpensoort uit de familie van de Dimeatidae. De wetenschappelijke naam van de soort is voor het eerst geldig gepubliceerd in 2001 door Sanamyan.